# 브로디 리

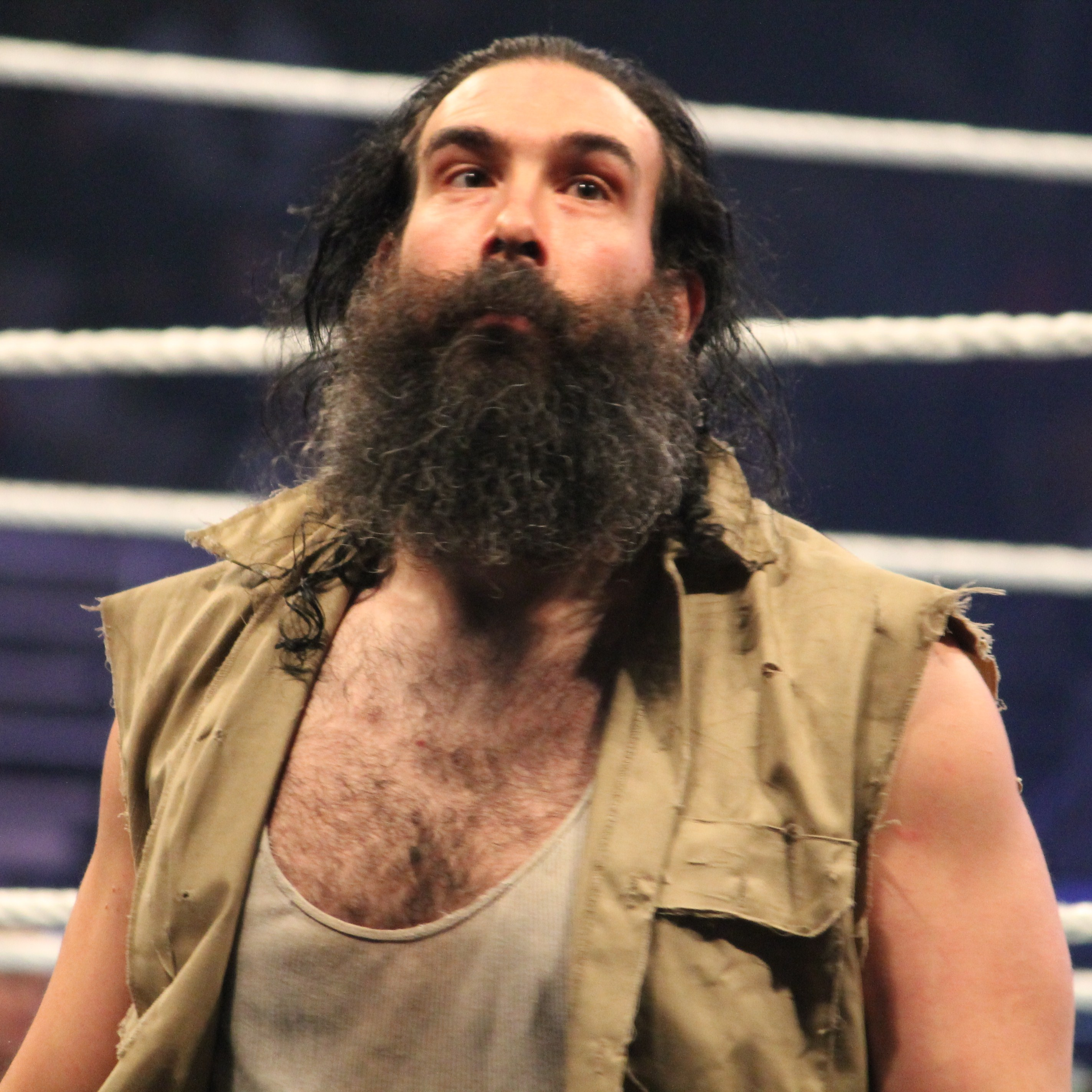

존 후버(Jon Huber, 1979년 12월 16일 ~ 2020년 12월 26일)는 미국의 남자 전직 프로레슬링선수다. 링네임인 브로디 리(Brodie Lee)로 잘 알려져 있다. 전 링네임은 루크 하퍼(Luke Harper)였고, 브레이 와이어트가 러더였던 와이어트 패밀리에 소속되기도 했다.
키는 195.6cm(6 ft 5 in)에다가 몸무게는 124.7kg(274 lb)으로 피니쉬는 트럭 스톱(스피닝 사이드 슬램), 것렌치 파워밤, 브로디 밤(런닝 싯아웃 파워밤), 스피닝 크로스라인, 런닝 빅 붓으로 5가지다.

2020년 12월 26일 알 수 없는 폐질환으로 세상을 떠나게 되었다.

## 수상
- A1 제로 그라비티 월드 챔피언(1회)
- JAPW 월드 헤비웨이트 챔피언(1회)
- JAPW 저지 스테이트 챔피언(1회)
- JAPW 태그팀 챔피언(1회) - 네크로 부처
- NEW 월드 헤비웨이트 챔피언(1회)
- NWA 엠파이어 헤비웨이트 챔피언(1회)
- NWA 서든 텔레비전 챔피언(1회)
- PWI 랭크드 힘 넘버 24 오프 더 탑 500 싱글즈 레슬러 인 더 PWI 500 인 2015
- NWA 업스테이트 케이페이브 도조 챔피언(1회)
- NWA 업스테이트/NWA 뉴욕 헤비웨이트 챔피언(3회)
- RPW 태그팀 챔피언(1회) - 머큐리 미드나잇
- RPW/NWA 업스테이트 텔레비전 챔피언(1회)
- 2CW 월드 헤비웨이트 챔피언(2회)
- WOHW 유나이티드 스테이츠 챔피언(3회)
- 베스트 기믹 2013 와이어트 패밀리
- WWE NXT 태그팀 챔피언(1회) 에릭 로완
- WWE 인터콘티넨탈 챔피언(1회)
- WWE 스맥다운 태그팀 챔피언(2회) 브레이 와이어트 & 랜디 오턴(1회), 로완(1회)
- 슬래미 어워드 포 더 이열 2014 팀 시나 vs 팀 어솔리티 엑트 서바이버 시리즈 2014